# Novoiavlenka, Ielaneț
Novoiavlenka (în ucraineană Новоявленка) este un sat în comuna Iasnohorodka din raionul Ielaneț, regiunea Mîkolaiiv, Ucraina.

## Demografie
Componența lingvistică a localității Novoiavlenka
     Ucraineană (91,55%)
     Rusă (8,45%)
Conform recensământului din 2001, majoritatea populației localității Novoiavlenka era vorbitoare de ucraineană (91,55%), existând în minoritate și vorbitori de rusă (8,45%).